# Academia Europea de Ciencias y Artes

Escudo insignia de la Academia Europea de Ciencias y Artes (AECYA).

La Academia Europea de Ciencias y Artes (AECYA) es una institución cultural europea de carácter privado con sede central en Salzburgo, fundada en 1990 en Viena, Austria, por Franz König, Félix Unger y Nikolaus Lobkowicz, con el objetivo de contribuir a la unidad de Europa con especial atención a su historia, lenguas, tradiciones y cultura.
La AECYA desarrolla su labor en torno al proceso de Unión Europea, aunque también presta atención a los países de Europa no miembros de la Unión. Se centra en la promoción de estudios e investigaciones, avalados por el rigor científico, que analizan desde la óptica de los objetivos de la Academia, el proceso unificador de Europa y los problemas y retos que plantea. La mayoría de sus trabajos los desarrolla en cooperación con universidades europeas y entre sus miembros se encuentran una treintena de Premios Nobel.
Se organiza institucionalmente en un Consejo Presidencial como órgano ejecutivo, también denominado Presidencia de la Academia, los miembros del denominado Senado, en total de 12 y por los Decanos de las diferentes especialidades que forman los Institutos de la Academia.
Son miembros Protectores Juan Carlos de Borbón, Jerzy Buzek, Juan de Luxemburgo, Heinz Fischer, Felipe de Bélgica, Ivan Gašparovič, Gjorge Ivanov, Karolos Papoulias, Vladímir Putin, Danilo Türk, Christian Wulff y Valdis Zatlers. El número total de miembros no puede superar los mil, y se distribuyen en ocho secciones: humanidades, medicina, artes, ciencias ambientales, naturales, sociales, jurídicas y económicas, ciencias técnicas y religiones.
A nivel territorial se estructura en 24 delegaciones —22 en Europa, una en América (Estados Unidos) y otra en Asia (Jordania)—. Cada una de las delegaciones territoriales es, a su vez, una asociación civil en su país, con personalidad jurídica propia. 
Los académicos son elegidos en las delegaciones territoriales, bien por cooptación o por elección de la propia entidad. A nivel territorial se rigen por una Asamblea, formada por los académicos, y dos órganos directivos: el presidente y la Junta Directiva.
La organización central de la AECYA designa en cada país un delegado (Legatus) para coordinar los trabajos.
Miembros con premio Nobel:
Zhores I. Alferov, 2000, Werner Arber, 1978, Gerd Binnig, 1986, Aaron Ciechanover, 2004, Paul J. Crutzen, 1995, François Englert, 2013, Gerhard Ertl, 2007, Andre Geim, 2010, Mikhail Gorbatschow, 1990, Peter Grünberg, 2007, Theodor W. Hänsch, 2005, Peter Higgs, 2013, Jules A. Hoffmann, 2011, Harald zur Hausen, 2008, Robert Huber, 1988, Tim Hunt, 2001, Eric Kandel, 2000, Wolfgang Ketterle, 2001, Bernard Lown, 1985, Luc Montagnier, 2008, May-Britt Moser, 2014, Erwin Neher, 1991, Konstantin Novoselov, 2010, Ryōji Noyori, 2001, Sir Paul Nurse, 2001, Edmund S. Phelps, 2006, John C. Polanyi, 1986, Brian P. Schmidt, 2011, Dan Shechtman, 2011, Joseph E. Stiglitz, 2002, Fraser Stoddart, 2016, Thomas Südhof, 2013, Torsten N. Wiesel, 1981, Kurt Wüthrich, 2002, Klaus Hasselmann, 2021, Emmanuelle Charpentier, 2020.

## Senadores honorarios
- Tibor Asboth
- Dora Bakoyannis
- France Bernik
- Karl Bornschein
- Erhard Busek
- Carlo Azeglio Ciampi
- Flavio Cotti
- Gianni de Michelis
- Joseph Deiss
- Milo Đukanović
- Mariastella Gelmini
- Hans-Dietrich Genscher
- Arpád Göncz
- Alfred Gusenbauer
- Václav Havel
- Erwin Huber
- Daisaku Ikeda
- Jean-Claude Juncker
- Viktor Klima
- Helmut Kohl
- Milan Kucan
- Doris Leuthard
- Ferenc Mádl
- Alois Mock
- Victor Orbán
- Andreas Penk
- Ferdinand K. Piëch
- Romano Prodi
- Peter Ramsauer
- Jürgen Rüttgers
- Jacques Santer
- Wieland Schmied
- Rudolf Scholten
- Leo A. Seufert
- Michael Spindelegger
- Klaus Stierstadt
- Heinrich Stremitzer
- Marcel Studer
- Erwin Teufel
- Evangelos Theodorou
- Herman Van Rompuy
- Guy Verhofstadt
- Vaira Vīķe-Freiberga
- Franz Vranitzky

## Miembros honorarios
- Beata Baroth
- Kurt Haslinger
- Hervé Hasquin
- Trude Kaindl-Hönig
- Klaus Liebscher
- Manfred Perterer
- J. Hanns Pichler
- Leo A. Seufert
- Branko Stanovnik
- Felix Steinocher
- Evangelos Theodorou
- Mariae Gloria von Thurn und Taxis
- Adolf Wala